# فروت نینجا
نینجای میوه یا همان فروت نینجا (به انگلیسی: Fruit Ninja) یک بازی مخصوص تلفن همراه فوق‌العاده محبوب است. این بازی با سیستم عامل‌های آی‌اواس، اندروید، ویندوز فون، سیمبین، بادا، ویندوز ۸، ایکس باکس ۳۶۰ و پلی‌استیشن ۴ سازگار است.